# Pockmark
Les Pockmarks sont des dépressions coniques (en forme de cratères) situées sur le fond marin et causées par des fluides (gaz et/ou liquides) remontant du substrat (roche/sédiment), formant une éruption froide ou chaude, et remobilisant le cas échéant le sédiment par le courant qui le traverse.

## Découvertes
Comme ce type de cicatrice est rare sur les terres émergées, on ne s'attendait pas à en trouver plus dans l'océan. De telles "cicatrices", d'assez grandes tailles parfois, ont pourtant été découverts au large des côtes de Nouvelle-Écosse (Canada) dans les années 1960 par Lew King et Brian McLean, de l'Institut océanographique de Bedford. Ces cratères mesuraient 150 m de diamètre et 10 m de profondeur environ. 
Cette première découverte a été permise par l'utilisation d'un nouveau sonar à balayage latéral développé dans les années 1960 par Kelvin Hughes.
Ensuite, on en a trouvé dans le monde entier ,.
Ces découvertes nouvelles ont été facilitées par l'utilisation de systèmes acoustiques multi faisceaux de haute résolution utilisés pour la cartographie bathymétrique. 
Dans ces cas, ces cicatrices sont interprétées comme l'expression morphologique d'infiltrations actives, de la roche vers la mer, de gaz et/ou de fluides (eau et/ou hydrocarbures provenant d'un système ou réservoir profond en surpression).

## Près d'estuaires
De manières plus étendues, de telles dépressions circulaires ou pockmarks s'étendent aussi sur les fonds marins de certaines régions estuariennes. On en trouve par exemple beaucoup (jusqu'à 160/km2) à l'ouest du golfe du Maine (Belfast Bay) où ils s'élèvent jusqu'à 35 mètres de hauteur pour un diamètre atteignant 350 m.
Ils laissent s'échapper un gaz naturel biogénique et de l'eau interstitielle. Ces structures sont bien plus grandes que celles qui sont ailleurs associées à gaz thermogénique. 
Parmi les explications proposées :
- ils pourraient résulter d'évènements catastrophiques (séisme, tsunami ou tempête)[3] ;
- ils pourraient au contraire s'être lentement formés au cours des milliers d'années[3] notamment par la formation d'hydrate de gaz dans les sédiments sous-jacents pour par l'infiltration de gaz..

## Les pockmarks àhydrates

### Généralités
Les pockmarks étaient d'abord considérés comme des cratères aléatoires sur le fond marin. Il a ensuite été admis qu'ils étaient la résultante morphologique de l'infiltration de fluides, le plus souvent des hydrates de méthane. Ils font partie de la catégorie des géohazards, état géologique pouvant croître vers un état de déstabilisation entraînant des dommages ou des risques incontrôlés.  La mise en place de ces dépressions est liée à la dynamique et la distribution des hydrates de gaz. Ces derniers peuvent jouer le rôle de ciment, impactant alors fortement les propriétés mécaniques de la colonne sédimentaires, une pression interstitielle excessive peut provoquer de la fracturation hydraulique et conduire à la migration des fluides, amenant alors à la formation des pockmarks.

### Outils et méthode de détection des hydrates dans des pockmarks à hydrate
Leur détection par les méthodes géotechniques se base principalement sur les changements des propriétés mécaniques et acoustiques du sédiments en raison de la présence d'hydrate de gaz. En effet, leur présence entraîne une augmentation de la résistance des sédiments partiellement saturé en hydrates, mais aussi une augmentation de ses propriétés acoustiques.

#### Les mesuresin situ: Piézocône et mesures d'ondes
Les mesures in situ permettent la prise d'information primordiale en ce qui concerne les hydrates de gaz. Cela permet d'identifier les paramètres mécaniques et physique de l'encaissant sans les affecter.
La pointe pénétrométrique des piézocônes possède trois capteurs pour mesurer notamment la résistance de pointe (pression du sédiment sur la pointe du piézocône), le frottement latéral (pressions sur la paroi de la tige) ou encore la pression interstitielle (pression d'eau entre les grains du sédiments) à une vitesse de pénétration constante. Une deuxième pointe en forme de fourche permet de mesurer le temps de propagation aller et retour des ondes de compressions.

#### Les mesures ex situ: carottages, sismique de fond et mesures en laboratoire
Les mesures ex situ peuvent perturber le sédiment du pockmark et les hydrates s'y trouvant. Elles correspondent, le plus souvent, au carottage qui permet de remonter des sédiments des fonds marins, et de la sismique de fond. Une fois les carottes remontées, plusieurs expériences en laboratoires peuvent être effectuées comme les mesures infrarouges se basant sur les différences de températures, les mesures de chlorinité ou encore la granulométrie laser.

## Impacts, enjeux
Des observations récentes suggèrent que l'activité continue de rejet de bulles de méthane (gaz à effet de serre) est un danger géologique potentiel. 
Dans les cas de Pockmark estuariens, ces "cicatrices" pourraient être associées à un processus côtier mal documenté et mal compris de  redistribution des sédiments et de libération du méthane, largement méconnu dans l'histoire des roches, mais qui apparait désormais très répandu dans les baies situées aux moyennes et hautes latitudes.